# تجليد

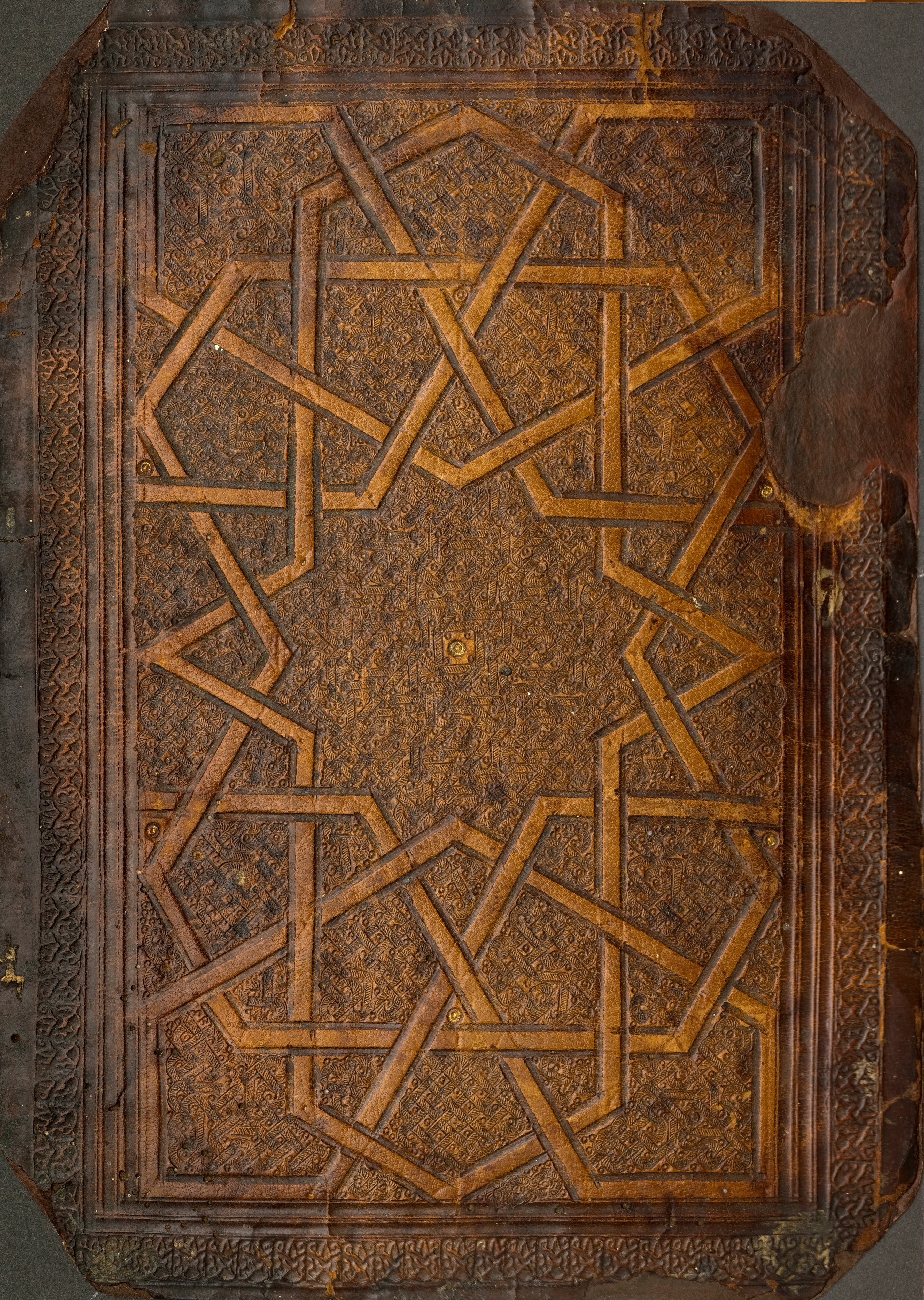
كتاب مصري مجلد من القرن الرابع عشر للميلاد

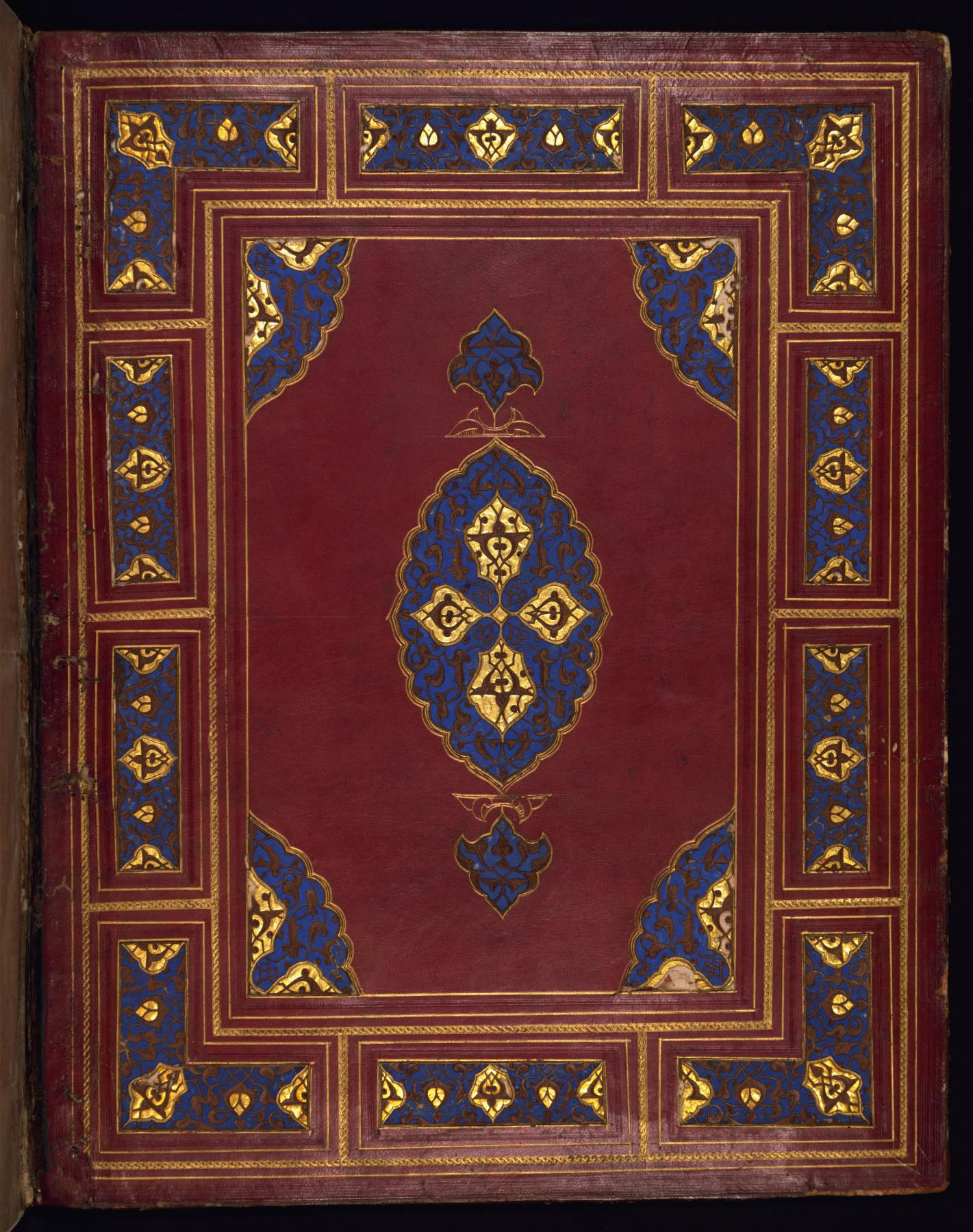
تجليد أحد مصاحف مغول الهند.

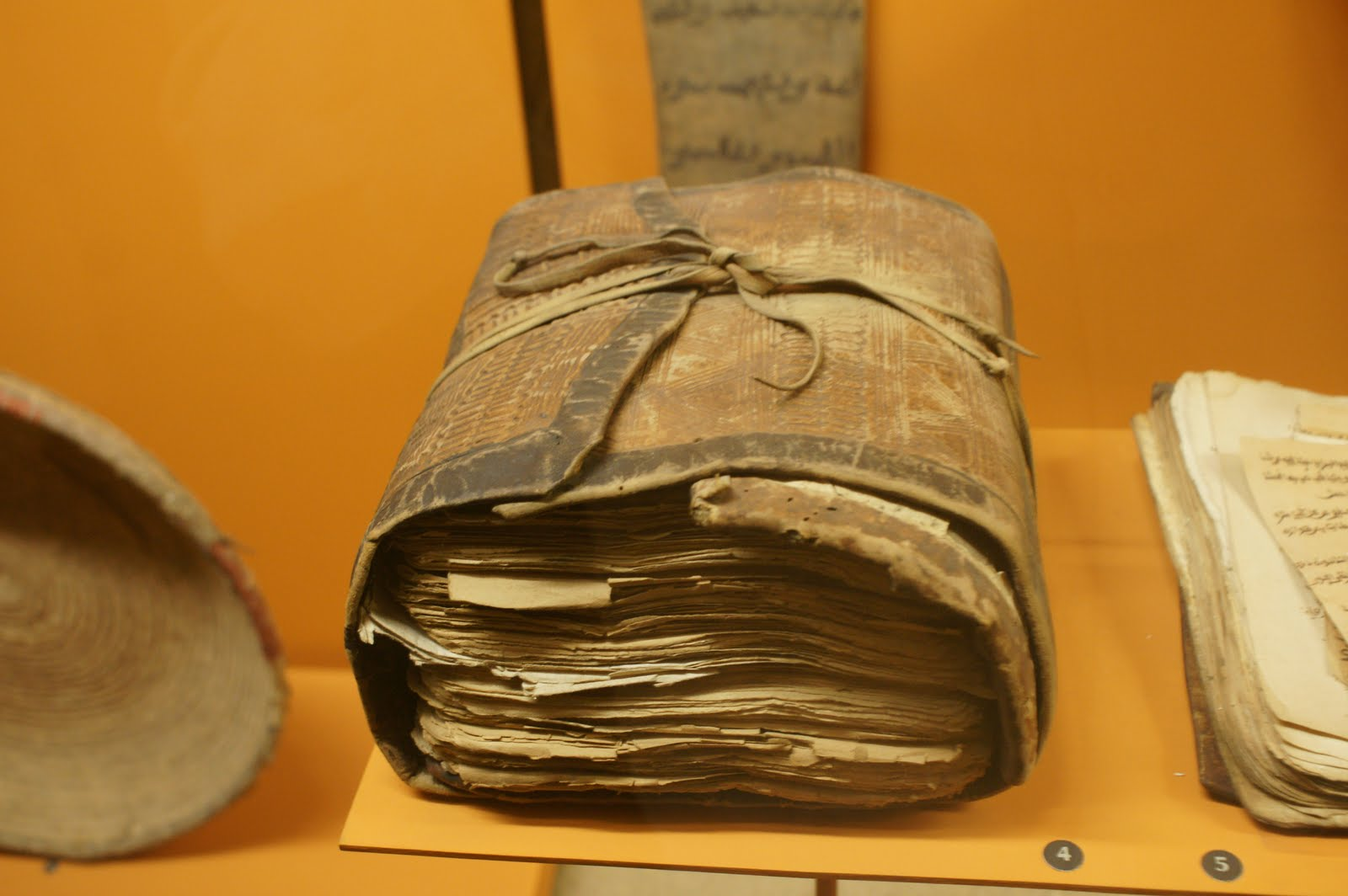
مصحف قديم مُجلّد.

تجليد أو تغليف الكتب عملية تجميع صفحات كتاب بين غلافين من الجلد أو من غيره. والتجليد يحمي الكتب من التمزق والتلف، كما يجعلها جذابة وسهلة الاستعمال. وتتفاوت أنواع التجليد ما بين تجليد يدوي متقن بالجلود الطبيعية إلى تجليد بالورق. وتقوم الآلات الآن بتجليد أغلب الكتب، وإن كان بعضها مازال يُجَلَّد يدويا.
وتجليد الكتب نوعان: الفاخر والعادي. يتم التجليد الفاخر باستعمال الورق المقوّى المغلف بالورق أو القماش أو البلاستيك أو الجلد الطبيعي. وغالبيّة الكتب المجلدة تجليدًا عاديّا التي تُسمَّى الإصدارات الشعبية مغلّفةٌ فقط بالورق.

## التجليد الآلي
يتم تجليد الكتاب بالآلات من خلال ثلاث عمليات رئيسية هي:
ترتيب الصفحات
في الخطوات الأولى للتجليد توضع صفحات الكتاب بشكل متتابع، والخطوات هي:
الطَّيُّ
لاتطبع الكتب صفحة بعد صفحة. إذ يخرج بعضها من المطبعة في أكوام من الأفرخ الورقية الكبيرة. وكل جانب من كل فرخ يضم صفحتين مختلفتين أو أكثر، من كتاب تحت الطبع. وفي الغالب الأعم تتراوح هذه الصفحات ما بين 4 و 8 إلى 16 أو 32 صفحة. يتم إدخال كل فرخ مطبوع إلى آلة طي الورق. حيث يقوم العديد من أسطوانات التسوية والأنْصال المعدنية بثنيه وطيه فيخرج في شكل ملازم (أجزاء) منتظمة الصفحات.
الإضافة باللّصق
وهي إضافة بعض الصفحات المطبوعة طباعة خاصة بلصقها بين الأوراق . فقد تتم إضافة ورقة منفصلة قبل أو بعد نهاية ملزمة في الكتاب. إذ تقوم آلة تعرف باسم آلة اللصق بوضع الغراء على طرف الصفحة المضافة ولصقها في ثنية الهامش الداخلي لأول أو آخر صفحة في الملزمة. ويُسْتكمل مثل هذا العمل باليد أحيانًا. وفي بعض الكتب توضع الصفحات الإضافية بين الصفحات بلا غراء. ولكن في النهاية تخاط كل الأوراق ـ المضافة والأصلية ـ من حوافها الداخلية معًا.
تقوم الآلة كذلك بلصق غطاءي باطن الغلاف بورقها السميك إلى الصفحات الأولى والأخيرة من الكتاب، كما يحدث في الطبعات الفاخرة. ويحدث أحيانًا أن يعد سطحا باطن الغلاف في صورة ملازم قائمة بذاتها وتخاط بباقي الملازم.
التجميع
يَتِمُّ جمع ملازم الكتاب في آلة تجميع، وتوضع الملازم بتسلسل منتظم في صف طويل من الصناديق على طول آلة التجميع، ويقوم سيرٌ نقّال بالتقاط الملازم التي تتساقط من الصناديق فوق بعضها بعضا بترتيب تسلْسُلي، ويتم التدقيق بالاستعانة بعلامة سوداء صغيرة تطبع في مكان معلوم من حافة الثني الخلفية بكل ملزمة. فإذا كانت الملازم مرتبة ترتيبًا مضبوطًا، انتظمت هذه العلامات في خط مستقيم مائل. أما إذا اختلت استقامة الخط المائل، كان ذلك مؤشرًا لاختلال التسلسل في ترتيب الملازم. وعندئذ يقوم أحد المراجعين بإيقاف الآلة، وإصلاح الخطأ.
تجليد كتاب بخياطة سميث
في البداية يتم طي فروخ الورق في شكل صفحات وفي مجموعات تسمى ملازم وترتب الملازم في تسلسل صحيح وتخاط مع بعضها مكونة ظهر الكتاب. يدور الظهر وتثنى أطرافه على الجانبين على شكل مفاصل فيما يعرف بالتحديب، ثم تلصق بطانة من قماش متين على ظهر الملازم تعرف بالسيوبر. وفي النهاية يوصل الكتاب بالغلاف الخارجي.
الخياطة
تتمُّ خياطة الكتب بإحدى طريقتين رئيسيتين: خياطة سميث والخياطة الجانبية. وفي كلتا الطريقتين تُستعمل خيوط متينة من القطن أو الألياف الصناعية. وتمتاز خياطة سميث بالمتانة، واستدارة مؤخرة الغلاف مما يساعد على استواء صفحات الكتاب عندما يكون مفتوحًا. أما الخياطة الجانبية فأشد متانة ولكنها لا تساعد على فتح الكتاب بسهولة. ويكثر استعمال الخياطة الجانبية في الكتب الدراسية وغيرها من الكتب دائمة التعرض للتلف.
تحتوي آلة سميث لخياطة الكتب على عدد من الإبر والمشابك، تعمل على شد وتمرير الخيوط من حواف طيات الملازم. وبذلك يتم تثبيت الملازم بعضها ببعض متصلة من الخيوط بمجموعة في الوقت نفسه، الذي تتم فيه خياطة الصفحات بكل ملزمة.
وفي الخياطة الجانبية يتم تشبيك ملازم كل كتاب ببعضها بعضاً عند خروجها من آلة التجميع. وتقوم آلة الخياطة بعمل ثقوب جانبية من خلال الحواف الخلفية للملازم. هذا التثقيب الجانبي للحواف يكون قريبًا من الجزء الخلفي من الكتاب الذي يعرف باسم العمود الفقري، أو الظهر ـ وهو الجزء الذي يظهر على أرفف الكتب ـ وتتم خياطة الملازم في ترتيبها الصحيح من الأمام إلى الخلف من خلال الثقوب.
بدأ الاعتماد على الخياطة يقل في كثير من الكتب ذات التجليد الفاخر. وأصبحت الغالبية العظمى من الكتب ذات التغليف الورقي ـ الإصدارات الشعبية ـ لا تستعمل الخياطة بتاتًا. ساد الاعتماد على طريقة التجليد النموذجي. وفيها تقوم آلة بقص الأجزاء الخلفية من الملازم عند حواف الطيات ـ العمود الفقري ـ ثم تطليها بمادة لاصقة. بعد ذلك تقوم آلة أخرى منفصلة بتثبيت الغلاف المُقوَّى، وفي كتب الإصدارات الشعبية تقوم الآلة بلصق الغلاف الورقي على حافة التجليد.
وعندما يكون عدد الصفحات أقل من 80 صفحة في الكثير من الكتب ذات التغليف الورقي، يتم تجليدها بالغرز السلكية. إحدى هذه الطرق تعرف باسم الغرز السِّرَجيَّة. وفي هذه الطريقة يتم إسقاط الملازم لتتراكم بحوافها المدببة بعضها فوق بعض على حافة الآلة فتقوم بتثقيبها وغرزها بمشابك سلكية. وطريقة أخرى تعرف باسم الغرز السلكية الجانبية وفيها يتم تجميع الملازم فوق بعضها بعضاً ثم تُغرز الدبابيس السلكية في الكتاب بأكمله.

## تهيئة الكتاب
تمرُّ بأربع مراحل:
التكسيح
الخياطة بطريقة سميث تجعل كثيرًا من الكتب تنتفخ بطول ظهرها، فتقوم آلة التكسيح بإحداث الضغط الكافي بين قالبين من الصلب، لتُعطي لكل مجموعة من الكتب سمكًا موحدًا.
التغرية
بعد عملية التكسيح يحتاج كثير من الكتب التي مرت بمرحلة الخياطة ـ طريقة سميث ـ المرور بآلة الغراء، لتقوم بتغرية الظهر لكي تحافظ على ثبات الخيوط والتحام حواف الملازم.
التشذيب
تقوم مقصلة كتب في حدة شفرة الحلاقة بقص الأطراف النافرة من الجوانب الثلاثة ـ غير المخاطة ـ للملازم، وهي الجانب الأعلى والأمامي والأسفل للكتاب. وبعد التشذيب تأخذ صفحات الكتاب حجمها النهائي. وتتم زركشة الجوانب الثلاثة ـ أسطح نهاية الصفحات ـ أو الجانب الأعلى لبعض الكتب بما يعرف بالتذهيب، تقوم به آلة خاصة، ويشمل التمويه أو الغطاء بقشرة ذهبية.
التدوير والتحديب والتبطين
خطواتٌ تقوم بتنفيذها آلة واحدة، بداية بتدوير ظهر الكتاب عند نهايات الملازم وثنيْ حوافِّها الخارجية بحيث يتحول كل منها إلى كتف أو مفصل على جانبي الظهر. وتساعد هذه الأكتاف على احتواء استدارة الظهر داخل الجزء الخلفيِّ للتغليف النهائي. وتقوم الآلة بعد ذلك بلصق قطعة من الورق أو الشاش تسمى البطانة على ظهر الكتاب. بعض الكتب لها أطواق زينة في شكل حليات مزركشة على الأطراف العليا والسفلى لاستدارة الظهر، ويتم تثبيتها على أطراف البطانة قبل لصقها على ظهر الكتاب. وأغلب الكتب التي يكتمل تجليدها على الخياطة بطريقة سميث، تُبَطِن ظهورها بقطعة من نسيج متين تعرف باسم سيُوبْر.

## تغليف الكتاب
وتكتمل عملية التجليد بخطوات تشمل:
إعداد الغلاف

أنواع تغليف الكتب وهي 3 أنواع: العادي يكون مجرد ورق، والكرتوني يكون ورق مُقوَّى وصلب، أما الفَنِّي فهو الأفضل والأجمل.

عادة يتم إعداد الغلاف منفصلا بتوقيت يتزامن مع العمليات الأخرى إلى أن يحين التغليف النهائي. يتم إدخال فروخ من الورق المقوى إلى داخل مقصلة آلية، فتقوم بقصها بالأحجام المطلوبة للأغلفة. ثم توضع هذه القطع في آلة إعداد الأغلفة. بعد ذلك يتم إمداد الآلة بقطع من مواد التغليف تم قصها بمقاييس محدودة. فتقوم الآلة بمسحها بطبقة من الغراء على سطحها الداخلي. ويتم تحريك هذه القطع آليا على الآلة. فتسقط على سطحها في كل مرة قطعتان من الورق المقوى، تتبعهما قطعة من ورق بطانة الظهر، أو تتوسط الحيز الفاصل بينهما. بعد ذلك تقوم أسطوانات تسوية بثني مواد التغليف على قطع الورق المقوى ولصقها.
الدمغ ـ الكبس ـ أو التذهيب
هناك عدة طرق لدمغ أو كبس العناوين والزخارف على أغلفة الكتب. وتشمل هذه الطرق الكبس البارز، والتحبير، والدمغ بالرقائق المعدنية المختلفة. وطريقة أخرى يستعمل فيها قماش تم طبعه قبل تقطيعه بهدف التغليف.
التغليف
تقوم آلة للتغليف بضم الكتاب إلى غلافه. فتبدأ بمسح طبقة من الغراء على باطن الغلاف، وعلى زوائد قماش التبطين ـ سيُوبْر ـ المثْبتة على استدارة الظهر، إن كانت مستعملةً. ثم تضع جسم الكتاب بين الغلافين وتقوم بضغط الغطائين الداخليين عليهما.
بعد التغليف يكون الغِرَاء مازال رطبًا. وللتأكد من التصاق باطن الغلاف على ورق الغلاف المقوَّى، يتم ضغط الكتاب على آلة الضغط، وتعرف كذلك بآلة كبس المفاصل. فهي تقوم بكبس غلاف الكتاب قُرْب استدارة الظهر على جانبي الغلاف، فتتشكل مفاصل أو وصلات غائرة على الورق المقوى تساعد على فتح الكتاب.

## تجليد الكتب يدويًا
يتم تجليد الكتب يدويًّا للإصدارات المحدودة أو الخاصة. وتمتاز الكتب التي يُتم تجليدها يدويًا بالمتانة إذا ما قورنت بتلك التي تم تجليدها آليًا. والكثير منها يدخل في عداد الأعمال الفنية القيمة لتميز أغلفتها. وممارسة التجليد اليدوي تتسم بالبطء الشديد والتكلفة العالية، عند مقارنتها بالتجليد الآلي.
لم يتغيّر التجليد اليدوي كثيرًا عما كان عليه خلال القرن الخامس عشر الميلادي. يقوم عامل التجليد بتمرير عدة خيوط أو جدائل من مادة من المواد لتشكيل العمود الفقري للغلاف. وتخاط الملازم المجمعة إلى هذه الخيوط أو الجدائل، ثم تخاط هذه الخيوط أو الجدائل بدورها إلى قطعتي الورق المقوى للغلاف. ثم يقوم عامل التجليد بخياطة أطواق الزينة أعلى وأسفل استدارة الظهر. بعد ذلك يتم كساء قطعتي الغلاف بالمادة المختارة للتجليد، وهي كثيرًا ما تكون من الجلد الطبيعي الفاخر. بعد ذلك يتم دمغ الكلمات أو الزخارف على الغلاف.